# Scala Sancta

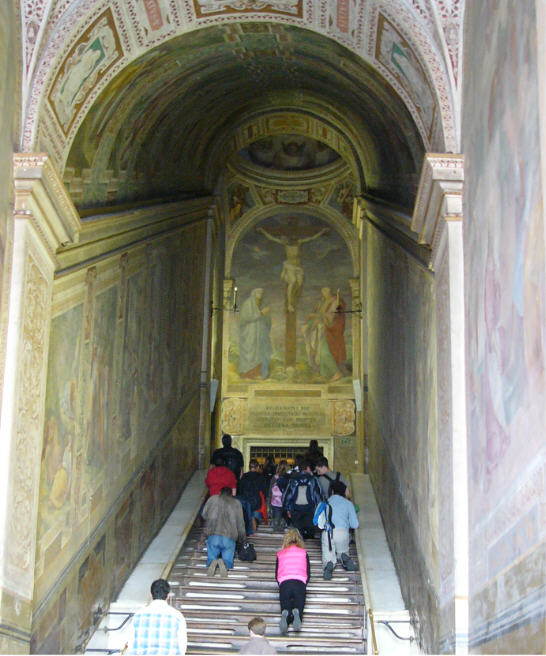
Scala Santa

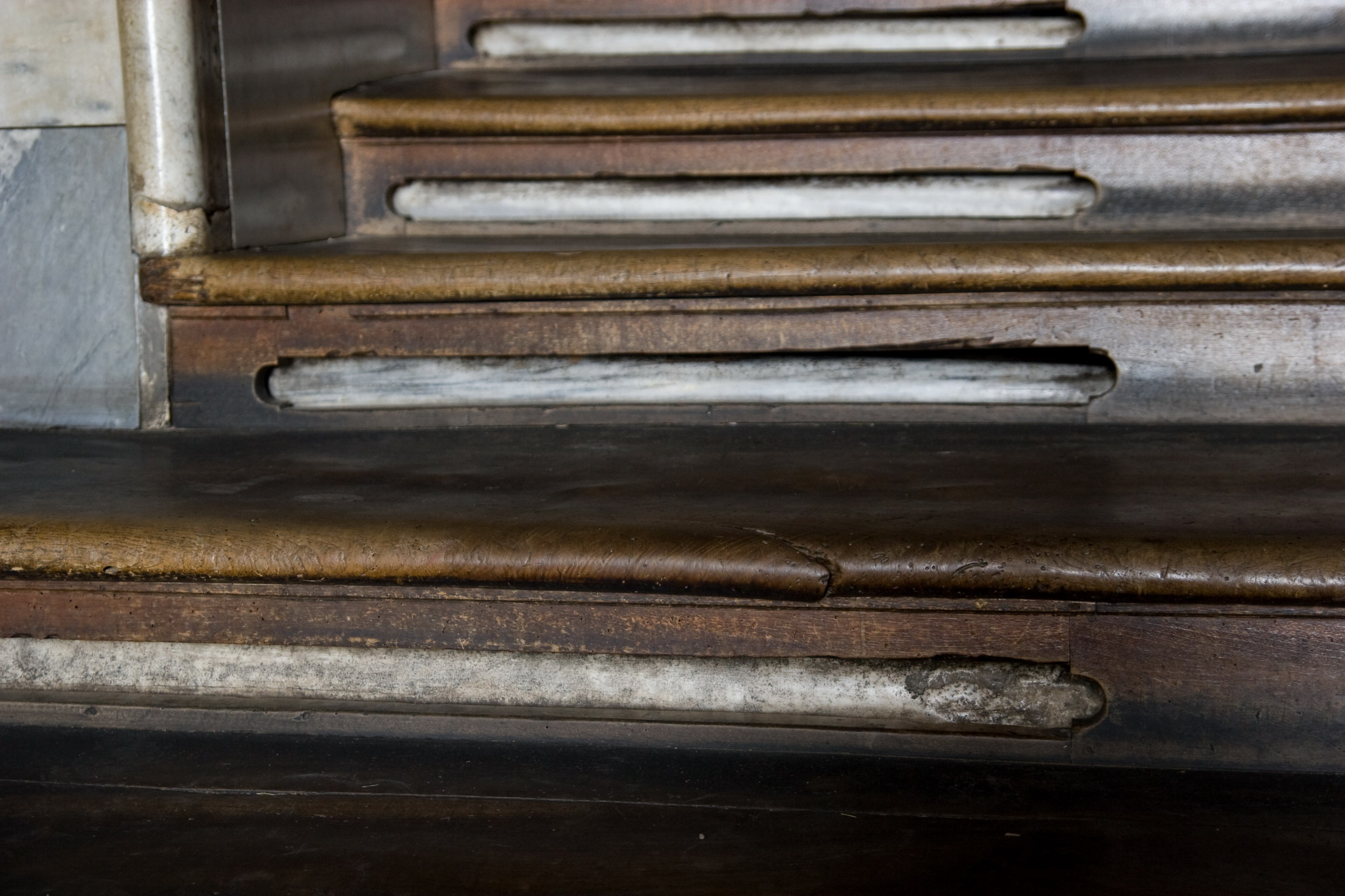
Święte Schody

Scala Santa (z wł.: Święte Schody) – liczące 28 stopni schody, które zgodnie z tradycją pochodzą z Pretorium, w którym urzędował rzymski namiestnik Palestyny Poncjusz Piłat. Jezus Chrystus miał po nich być prowadzony na sąd. Schody te przywiezione zostały z Jerozolimy do Rzymu w 326 przez św. Helenę, matkę cesarza Konstantyna I. Znajdują się one w pochodzącym z XVI w. budynku, położonym naprzeciwko bazyliki św. Jana na Lateranie, wzniesionym w 1589 na polecenie papieża Sykstusa V. Prowadzą do  San Lorenzo, w której znajduje się acheiropoieton. Obecnie pokryte są drewnianą okładziną i zwyczajowo wchodzi się nimi na kolanach, obrzęd ten wypełnili też liczni papieże.